# ماري رامزي
ماري رامزي (بالإنجليزية: Mary Ramsey)‏ هي مغنية مؤلفة وملحنة ومغنية أمريكية، ولدت في 24 ديسمبر 1963 في واشنطن العاصمة في الولايات المتحدة.

## وصلات خارجية
- الموقع الرسمي
- ماري رامزي على موقع ميوزك برينز (الإنجليزية)
- ماري رامزي على موقع أول ميوزيك (الإنجليزية)
- ماري رامزي على موقع ديسكوغز (الإنجليزية)